# 4050 Мібейлі
4050 Мібейлі (4050 Mebailey) — астероїд головного поясу, відкритий 20 вересня 1976 року.
Тіссеранів параметр щодо Юпітера — 3,184.